# Joseph Ostwald

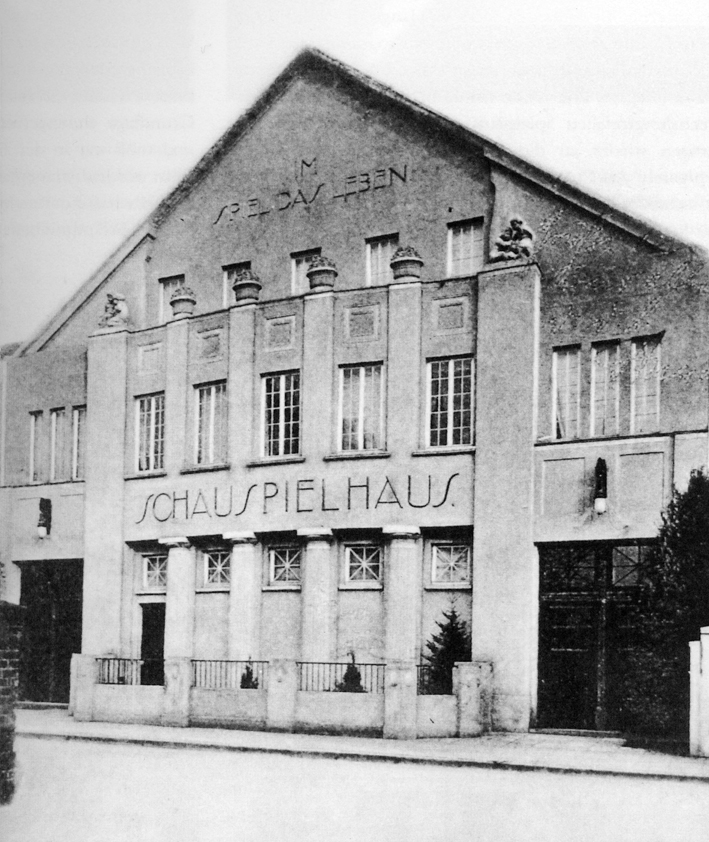
Schauspielhaus von 1910 in der Neustadt

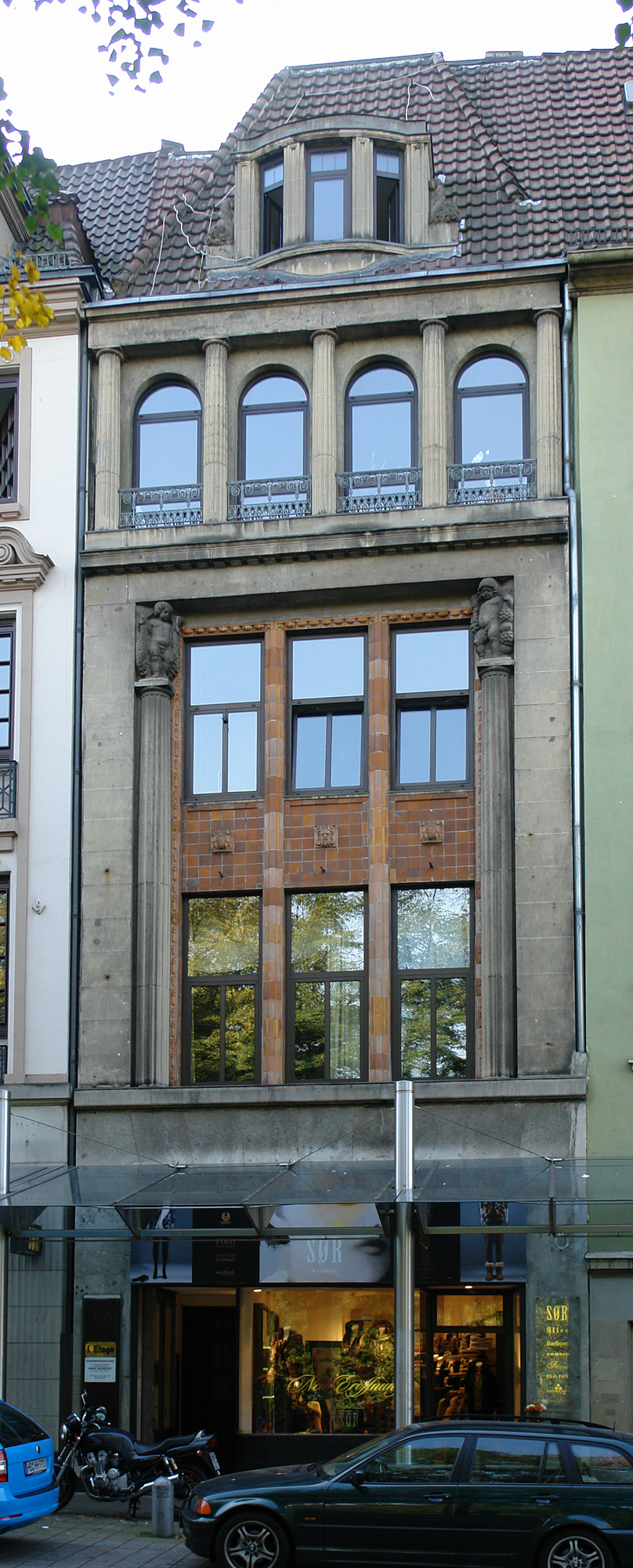
Geschäftshaus Walter

Joseph (Josef) Ostwald (* 17. März 1879 in Essen; † 9. Dezember 1950 in Bremen) war ein deutscher Architekt.

## Biografie
Ostwald war der Sohn eines Klempnermeisters. Er lernte den Beruf eines Maurers. Von 1900 bis 1904 studierte er Hochbau am Technikum Bremen. Ab 1906 führte er ein selbständiges Architekturbüro in Bremen. Er entwarf und baute Wohn- und Geschäftshäuser.
Ab 1908 plante er Umbauten und Neubauten von Kinos für den Kinounternehmer Johannes Hagen. 1908 wandelte er Ahlborns Wintergarten in der Ansgariistraße zum  Metropoltheater um. 1910 plante er den Neubau des Opera-Theaters (später Kaiser-Theater, Liberty-Palasttheater und 1965 Einkaufszentrum). Sein Umbau von 1910 der Neustädter Tonhallen am Neustadtswall zum Schauspielhaus für Eduard Ichon und Johannes Wiegand hatte eine schlichte Fassade, die von sechs rechteckigen Pilastern dominiert wurde. Von 1908 bis 1910 erfolgte der Umbau von Tobecks Restaurant in die Varieté- und Tanzgaststätte Astoria in der Katharinenstraße für den Gastronomen Emil Fritz; auch der Umbau von 1928 erfolgte nach seinen Plänen. 1914/15 wurde das Schulvorsteherhaus Oberneuland nach seinen Plänen gebaut. 1915 plante er das Geschäftshaus Walter, Bremen, Am Wall 148.
1926 wurde nach seinem Entwurf der Neubau für das Kino Europa-Palast am Herdentorsteinweg und 1929 das Kino Schauburg errichtet. Um 1928/30 entstand das städtebaulich dominante Tipphoikenhaus Am Brill Ecke Hutfilterstraße im Stil der klassischen Modernen (Bauhaus) und 1932 der Umbau des Theatersaals vom Tivoli An der Weide zu einem Kino.
Von 1942 bis 1948 arbeitete er mit dem Architekten Heinz-Georg Rehberg in einer Bürogemeinschaft. Beide bauten von 1939 bis 1943 die 3000 Personen fassenden Centralhallen von 1856 in der Düsternstraße um. Viele seiner Bauten wurden im Zweiten Weltkrieg zerstört, so auch die Centralhallen. 1945 erfolgte der Umbau der Gaststätte Concordia in der Schwachhauser Heerstraße in das gleichnamige Bremer Künstlertheater.  1948 wurden in das zerbombte Tivoli die U.T.-Lichtspielkinos am Bahnhofsplatz wieder eingerichtet. Der Neubau des Astorias von 1950 stammte auch aus einem Entwurf von Ostwald.